# Bella Vista (Itapúa)
Bella Vista es un municipio y ciudad de Paraguay, situado al sur del Departamento de Itapúa. Se encuentra a unos 410 km de Asunción y a unos 48 km de Encarnación. Se accede al distrito por la ruta N.º 6 Dr. Juan León Mallorquín.
Colonia de origen alemán, fundada por Joseph Bohn y Erdmann Fischer en el año 1918. Se la conoce también como Bella Vista Sur para no confundirla con el distrito de Bella Vista Norte ubicada en el norte del país. Fue elevada a la categoría de distrito en el año 1959.

## Historia
Las colonias alemanas de Hohenau, Obligado y Bella Vista comparten una misma raíz de origen y constituyen una unidad productiva que las llevó a ser denominadas «Colonias Unidas (Itapúa)». La más antigua es Hohenau, ubicada a unos 38 km al noreste de Encarnación, cuyos orígenes se remontan a los años 1898, cuando el gobierno nacional donó 30.000 ha. de tierra para la instalación de la primera colonia, que fue fundada oficialmente dos años después, en el año 1900.
Se la conoce por ser la capital de la Yerba Mate en Itapúa.
Dos familias venían de Brasil por el río Paraná en busca de nuevos territorios, y desembarcaron donde actualmente es el Club de Caza 
y Pesca de Bella Vista.

## Geografía
Situado en el Departamento de Itapúa, Bella Vista se encuentran cubiertas por grandes llanuras, utilizadas por los pobladores para la producción agrícola ganadera. Limita al norte con Obligado y Pirapó; al sur con Argentina, separada por el Río Paraná; al este con Pirapó, y al oeste con Obligado.

## Hidrografía
Desde la perspectiva hidrográfica, el elemento central es el Río Paraná. Este riega las costas de Bella Vista a lo largo de la frontera con la República de Argentina y dispone de numerosos afluentes, que desembocan sus aguas en el caudaloso curso de agua. Son tributarios del Paraná los arroyos Mbororé e Itá Caguaré, entre otros.

## Clima
La temperatura promedio de Bella Vista es propia del Departamento de Itapúa. Se ubica por debajo de los 34 °C y en épocas de frío son frecuentes las temperaturas inferiores a -4 °C. El frío es particularmente intenso en las áreas cercanas al río Paraná. Raramente se registran temperaturas elevadas en el verano, llegando como máximo a 45 °C. 
En cuanto a precipitaciones, el promedio anual se ubica en 1700 . Los meses de menor cantidad de lluvia de en la región son julio y agosto, mientras que el mes más lluvioso es octubre.

## Demografía
Según datos oficiales del censo paraguayo de 2022, Bella Vista Sur cuenta con 10 447 habitantes.

## Economía
El suelo fértil de este distrito hace que sus habitantes se dediquen a la actividad agrícola - ganadera, especialmente en el cultivo de Yerba mate y Tung. En cuanto a la ganadería, crían vacunos y ovinos. El distrito posee varias industrias y otros lugares destinados para las canteras. 
A orillas del río Paraná funcionan el puerto Italia, puerto Santa Clara y el puerto Fordi'i.

## Infraestructura
Se accede por la Ruta PY06 y ramales. Las vías de comunicación interdistritales son excelentes, particularmente en las colonias; lo que permite un tránsito fluido de personas y cargas. Modernos ómnibus de transporte sirven a los pasajeros para su traslado de un lugar a otro. Algunas compañías de transporte ofrecen viajes periódicos hasta la capital del país. 
Cuenta con servicio internacional de balsa (ferry boat) para el cruce de vehículos y personas entre Paraguay (Bella Vista) y Argentina (Corpus Christi, Misiones). Bella Vista posee una pista aérea para aviones medianos y pequeños. Asimismo, cuenta con servicios de telefonía digital, radioemisora y repetidora de canales de TV.

## Turismo
El distrito de Bella Vista cuenta con zonas de pesca, y lugares especialmente habilitados para la realización de Camping. También posee playas sobre el río Paraná, así como lugares habilitados para deportes acuáticos. Algunos de los sitios clásicos para probar comida internacional es el restaurante «Papillón», ubicado en la ciudad de Bella Vista, en el km 50 de la ruta VI, donde la especialidad es la gastronomía alemana.
En el mes de diciembre se realiza el evento Navidad en Bella Vista en el que se presentan bailes, cantos navideños, folklóricos, gastronomía nacional y de otros países. Se trata de un proyecto de la Municipalidad de Bella Vista en conjunto con la comisión Mate Roga y tiene fines turísticos. Cuenta con un museo de la historia de la colonización que alberga objetos y todo tipo de artículos, herramientas y maquinaria de los primeros inmigrantes.